# Байбуртян Ваган Аракелович
Ваган Аракелович Байбуртян (вірм. Վահան Բայբուրդյան, 11 вересня 1933, Ахалцихе) — вірменський історик, сходознавець, дипломат; доктор історичних наук (1975), професор (1979).

## Біографія
У 1957 році закінчив Єреванський державний університет. У 1965-1980 роках працював в Інституті сходознавства Академії наук Вірменської РСР; з 1969 року одночасно викладав у Вірменському педагогічному інституті імені Х. Абовяна.
З 1980 року — завідувач кафедрою загальної історії; з 1987 року — проректор, в 1990-1991 роках виконував обов'язки ректора Вірменського педагогічного інституту.
У 1994-1998 роках — Надзвичайний і Повноважний посол Вірменії в Ірані. З 1998 р. — радник голови парламенту Вірменії, керівник Іранського відділу в Інституті сходознавства.
З 2001 року завідує кафедрою міжнародних відносин і дипломатії Єреванського університету.

### Родина
Син — Армен (нар. 1964), політик, дипломат.

## Наукова діяльність
У 1965 р. захистив кандидатську, у 1975 р. — докторську дисертації.

### Вибрані праці
- Байбуртян В. А. Армянская колония Новой Джульфы в XVII веке. (Роль Новой Джульфы в иарно-европ. полит. и экон. связях). — Ереван: Изд. АН Арм. ССР, 1969. — 167 с. — 1000 экз.
- Байбуртян В. А. Армянская колония Новой Джульфы в ирано-западноевропейских экономических и политических взаимоотношениях в XVII веке : Автореф. дисс. … канд. ист. наук. — М., 1965. — 18 с.
- Байбуртян В. А. Турецко-иранские отношения (1900—1914 гг.) : Автореф. дисс. … д-ра ист. наук. — Ереван, 1975. — 100 с.